# Daisuke Miyazaki
Daisuke Miyazaki (japonsko 宮崎 大輔,), japonski rokometaš, * 6. junij 1981, Ōita, Ōita.
Z japonsko rokometno reprezentanco je sodeloval na svetovnem prvenstvu v rokometu leta 2011.